# Toboágua

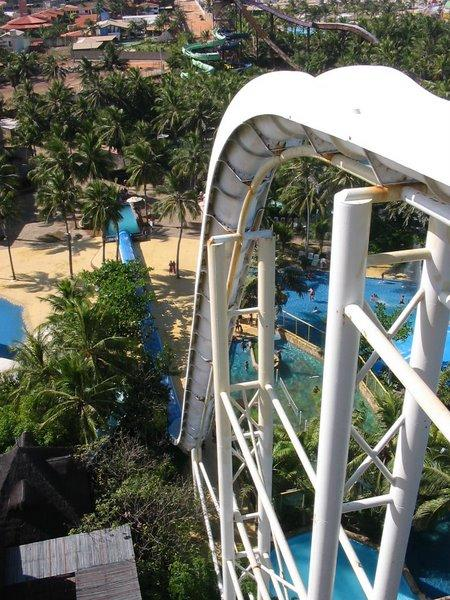
Um dos principais brinquedos do parque, o Insano, o terceiro maior toboágua do mundo. Localiza-se no Beach Park em Fortaleza-CE

Toboágua ou escorregador aquático é um tipo de escorregador ou tobogã em forma de um tubo cortado ao meio feito para uso recreacional, tipicamente com um jato de água em seu topo, permitindo que as pessoas deslizem na corrente de água gerada por ele. Uma pessoa pode deslizar sentada ou deitada diretamente no toboágua ou usando uma bóia. A força da gravidade faz com que a pessoa escorregue para baixo, no entanto, a água reduz o atrito, aumentando a velocidade de deslizamento. Os toboáguas geralmente terminam em piscinas. Alguns, entretanto, possuem uma área de escape com água parada ou materiais de fricção para que o usuário saia seguramente do escorregador. Se o toboágua terminar em uma piscina, esta piscina geralmente é projetada para que a pessoa saia rapidamente dela, a fim de evitar que outro usuário do toboágua acerte quem estiver na piscina.
Os toboáguas são populares em parques aquáticos, como os parques Wet 'n Wild localizados nos Estados Unidos e Brasil, sendo alternativas para pessoas que não se interessam por brinquedos intensos em outros parques de diversão.
O maior toboágua do mundo foi uma instalação temporária em Waimauku, Nova Zelândia, em fevereiro de 2013. Construído com um comprimento de 650 metros (2 100 pé), das quais 550 metros (1 800 pé) funcionam corretamente. Its creators claimed the previous record holder had a length of ~350 metros (1 100 pé).